# R–3SZ
Az R–3SZ (NATO-kódja: AA–2 Atoll) a Szovjetunióban a második generációs vadászrepülőgépek számára kifejlesztett, az amerikai AIM–9 Sidewinder rakétán alapuló rövid hatótávolságú légiharc-rakéta. K–13 vagy R–13 típusjellel is ismert. Elterjedten alkalmazzák világszerte. A volt  Varsói Szerződés tagállamain túl számos fejlődő ország rendszeresítette, több helyi konfliktusban használták.

## Története
Fejlesztését 1957-ben kezdték el az OKB–134 (később: Vimpel) tervezőirodában, az irányítórendszerét pedig a "Geofizika" Tervezőiroda készítette. A rakéta fejlesztéséhez a Szovjetunió birtokába került amerikai AIM–9 Sidewinder alapos tanulmányozása után fogtak hozzá. A rakéta az 1956-os kínai-tajvani fegyveres konfliktus során került a Szovjetunióba. A legvalószínűbb verzió szerint egy tajvani F–86 Sabre vadászrepülőgép Sidewinder rakétát indított egy kínai MiG–17-re, eltalálta azt, de a rakéta nem robbant fel. A kínai gép a törzsében a rakétával visszatért támaszpontjára. Az eset után Kína átadta a Szovjetuniónak a Sidewinder-t. Az 1960-ra elkészült, kezdetben "310-es gyártmányként", majd R–3 típusjellel szereplő rakéta szerkezetét, méretét és működési elvét tekintve nagyrészt megegyezett a Sidewinder-rel, de repülési és harci paraméterei annál gyengébbek voltak. 1961-ben kezdődött meg a sorozatgyártása R–3SZ (R–13) típusjellel. A rakétát 1962-ben rendszeresítették a MiG–21F és MiG–21PF vadászrepülőgépekhez. 1961-től folyt a félaktív lokátoros önirányítású változat fejlesztése is, ez a típusváltozat R–3R jelzéssel 1966-ban jelent meg a MiG–21MB és MiG–21bisz típusok fegyverzetében. Az 1960-as évek végén jelent meg a modernizált változata R–13M jelzéssel. Ennél a modellnél az infravörös kereső nagyobb érzékenysége érdekében nitrogénhűtést alkalmaztak. A rakéta legutolsó, M1-es változata már 60 g-s túlterhelés elviselésére is alkalmas volt.

## Szerkezeti kialakítása
Az R–3 rakéta hagyományos felépítésű, kacsa elrendezésű. Irányítása aerodinamikai elven, kormányfelületekkel történik. A trapéz alakú stabilizátorok a rakéta hátsó részén, a háromszögletű kormányfelületek pedig a rakéta első részén helyezkednek el. A rakéta orr-részében található az infravörös önirányító berendezés, mögötte a kormánymű, e mögött pedig a repesz-romboló harci rész helyezkedik el. A töltetet a cél közelében Doppler-elven működő közelségi gyújtó hozza működésbe. A rakéta szilárd hajtóanyagú hajtóművel rendelkezik, amelynek fúvócsöve a rakéta végén található. A rakéta stabilitását az aerodinamikai stabilizáló felületek biztosítják, de szerepet játszik a stabilizálásban a Sidewinder-hez kifejlesztett ún. "rolleron" is, amelyet az R–3-hoz is alkalmaztak. A négy stabilizátor-szárny végében egy-egy rolleron-t helyeztek el, amelyeket a légáramlat pörget fel, és a forgó tárcsa precessziós-nyomatéka csökkenti a rakéta orsózó, kígyózó mozgását.

## Típusváltozatok
- R–3U – gyakorló változat, hajtóművet és harci részt nem tartalmaz
- R–3R (AA–2 Atoll–C) – félaktív lokátoros önirányítású változat
- R–3M (AA–2 Atoll–D) – modernizált változat, erősebb hajtómű, új közelségi gyújtó
- R–13M – az infravörös irányító berendezés nagyobb érzékenysége érdekében nitrogén-hűtést alkalmaztak. Hatótávolsága 10 km-re nőtt
- R–13M1 – az R–13 modernizált változata
- PL–2 – Kínában a J–6, J–7 és J–8II gépek számára gyártott, az R–3SZ-en alapuló másolat
- A–91 – Romániában licenc alapján gyártott változat